# 로라 피지

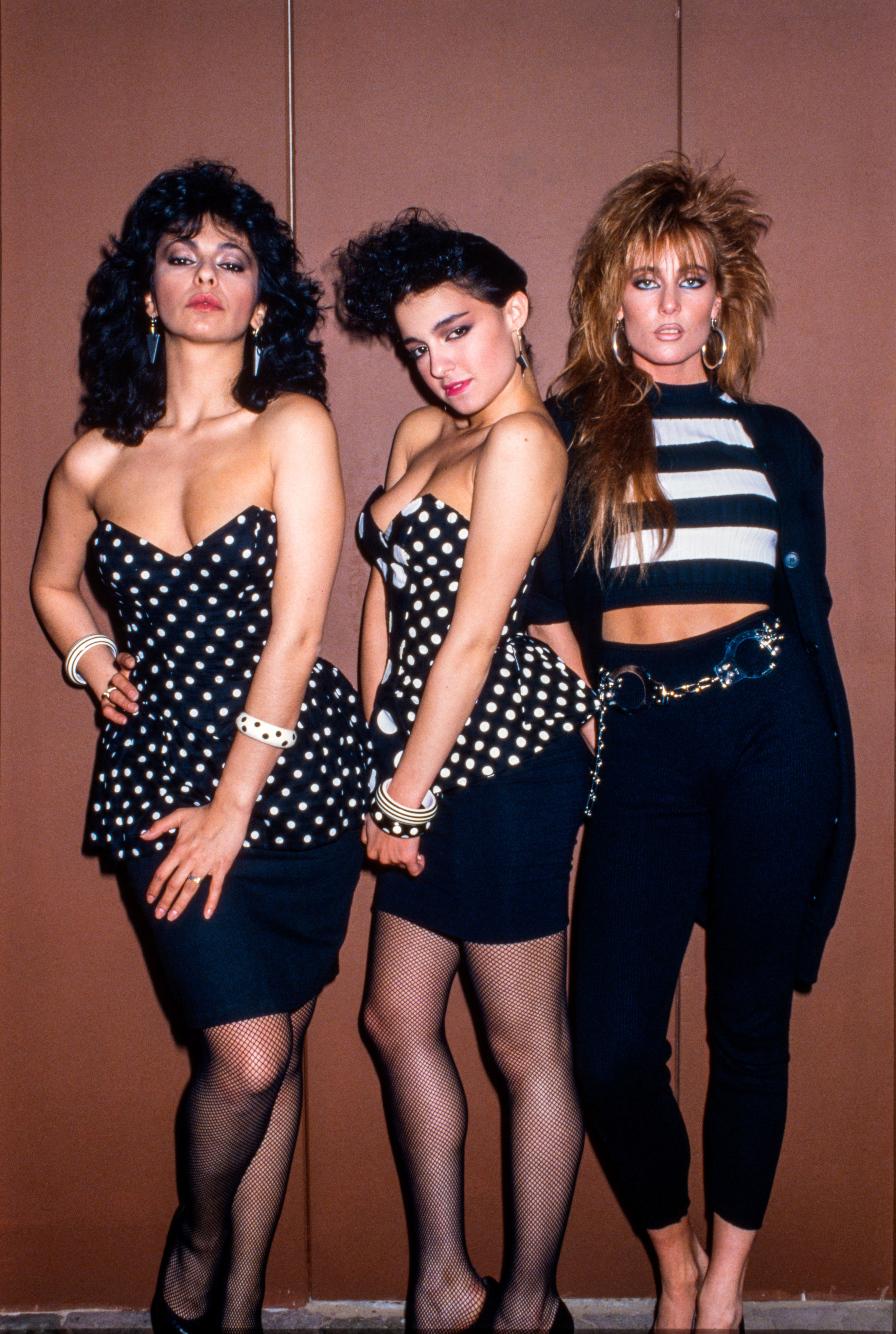

로라 피지(Laura Fygi, 1955년 8월 27일 ~ )는 네덜란드의 재즈 가수이다.
대한민국에서는 영화 음악과 광고 음악으로 큰 사랑을 받았다.

## 기본 정보
- 출생지 : 네덜란드 암스테르담
- 데뷔 : 1993년 1집 앨범 Bewitched

## 음반 목록
- 1993년 : Bewitched
- 1994년 : The Lady Wants to Know
- 2001년 : Change
- 2003년 : At Ronnie Scott's
- 2004년 : The Very Best Time Of Year
- 2006년 : The Romantic Collection